# Prodidactis mystica
Prodidactis mystica is een vlinder uit de familie Prodidactidae. De wetenschappelijke naam van deze soort is voor het eerst geldig gepubliceerd in 1918 door Edward Meyrick.
De soort komt voor in het Afrotropisch gebied.